# André de Ramerupt
André de Ramerupt, ou André de Montdidier, né vers 1045 et mort entre 1118 et 1123, est comte d'Arcis et seigneur de Ramerupt. Il est fils puîné de Hilduin IV de Montdidier, comte de Montdidier, de Roucy et d'Arcis ainsi que seigneur de Ramerupt, et de son épouse Alix de Roucy.

## Biographie
À la mort de leur père Hilduin IV de Montdidier en 1063, son frère aîné Ebles II de Roucy hérite du comté de Roucy tandis qu'André hérite du comté d'Arcis avec la seigneurie de Ramerupt,. Toutefois, André ne semble pas être majeur à cette date car son frère Ebles figure dans une charte en faveur du prieuré Notre-Dame de Ramerupt avec le titre de comte de Ramerupt, suivi du nom de son jeune frère André. Celui-ci figure toutefois par la suite dans les chartes en pleine possession de son comté.
Quant au comté familial de Montdidier, il semble avoir été usurpé par Raoul de Crépy
André décède entre 1118 et 1123 et son unique fils survivant, Ebles lui succède. Mais celui-ci menant une carrière ecclésiastique, les titres d'Arcis et de Ramerupt sont partagés entre ses deux sœurs après sa mort.

## Note sur le comté d'Arcis et la seigneurie de Ramerupt
André de Ramerupt est parfois cité par les historiens en tant que comte d'Arcis et d'autres fois comme comte de Ramerupt. En réalité, Arcis est le chef-lieu historique du comté dont il partage le nom tandis que Ramerupt est une des châtellenies qui le compose. Toutefois, plusieurs les prédécesseurs d'André semblent avoir déménagé vers Ramerupt, d'où la confusion entre les noms. Il serait sans doute plus exact de dire parler de comte d'Arcis résidant à Ramerupt, ce changement de résidence n'ayant en rien modifié les limites du comté.

## Mariage et enfants
Il épouse en premières noces Adélaïde, probable fille de Wallerand de Roye et d’Aélis de Boves, puis en secondes noces Guisemode, probablement née d’Arras, veuve d'Hugues de Pleurs. De son premier mariage, il a cinq enfants :
- Ebles de Ramerupt, comte d'Arcis et seigneur de Ramerupt après son père ainsi qu'évêque de Châlons ;
- Hugues de Ramerupt, surnommé Brito, mort avant son père et sans descendance ;
- Olivier de Ramerupt, mort avant son père et sans descendance ;
- Alix de Ramerupt, dame de Ramerupt, qui épouse Érard Ier de Brienne, comte de Brienne ;
- une autre fille, dame d'Arcis, qui épouse Jean, seigneur de Pleurs et vicomte de Mareuil.